# 大場規之
大場 規之（おおば のりゆき、1963年6月2日 - ）は、日本の政治家、実業家。静岡県袋井市長（2期）。株式会社ライトハウスエデュケーション取締役会長。元静岡県議会議員（1期）。

## 来歴
静岡県袋井市宇刈大日に生まれる。袋井市立山名小学校、袋井市立周南中学校、静岡県立磐田南高等学校卒業。1987年（昭和62年）3月、慶應義塾大学理工学部卒業。同年4月、堀場製作所に就職。1988年（昭和63年）から4年間、同社の子会社であるホリバヨーロッパ・フランス支店に海外赴任した。
1993年（平成5年）、留学事業を主に手がける株式会社和田塾（現・株式会社ライトハウスエデュケーション）に転職し、取締役に就任。
2001年（平成13年）、静岡県議会議員の袋井市・周智郡選挙区の補欠選挙に立候補し初当選した。県議時代は自由民主党に所属した。2003年（平成15年）の県議選で自民党は大場と元職の奥之山隆の2人に公認を出し、奥之山は当選。大場は次点で落選した。
2009年（平成21年）、和田塾に戻り、代表取締役に就任。同社は「ISC留学net」を立ち上げる。2015年（平成27年）、株式会社和田塾は「株式会社ライトハウスエデュケーション」に商号変更。2019年（平成31年）、袋井国際交流協会会長に就任。
2020年（令和2年）9月10日、袋井市長の原田英之は市議会定例会で、翌年4月の任期満了に伴う次期市長選挙に出馬しないと表明した。同年9月11日、大場は市長選挙に立候補する意向を表明。
2021年（令和3年）4月18日に行われた市長選挙は大場と、旧袋井市長の豊田舜次の子の夫で元袋井商工会議所会頭の豊田富士雄の2名が立候補した。大場には磐周医師連盟や日本商工連盟袋井地区などが推薦を出し、豊田には連合静岡、自民党袋井市袋井支部、同党袋井市浅羽支部、自動車総連静岡地協などが推薦を出した。保守分裂となった選挙を大場が制し、初当選した。4月24日、市長に就任した。
※当日有権者数：68,065人 最終投票率：56.95%（前回比：pts）
| 候補者名   | 年齢 | 所属党派 | 新旧別 | 得票数   | 得票率 | 推薦・支持                                                 |
| ---------- | ---- | -------- | ------ | -------- | ------ | ---------------------------------------------------------- |
| 大場規之   | 57   | 無所属   | 新     | 21,302票 | 55.75% |                                                            |
| 豊田富士雄 | 72   | 無所属   | 新     | 16,908票 | 44.25% | （推薦）連合静岡、自民党袋井市袋井支部、同党袋井市浅羽支部 |

2025年（令和7年）4月20日に行われた市長選挙では無投票で再選。